# Praia de Meaípe

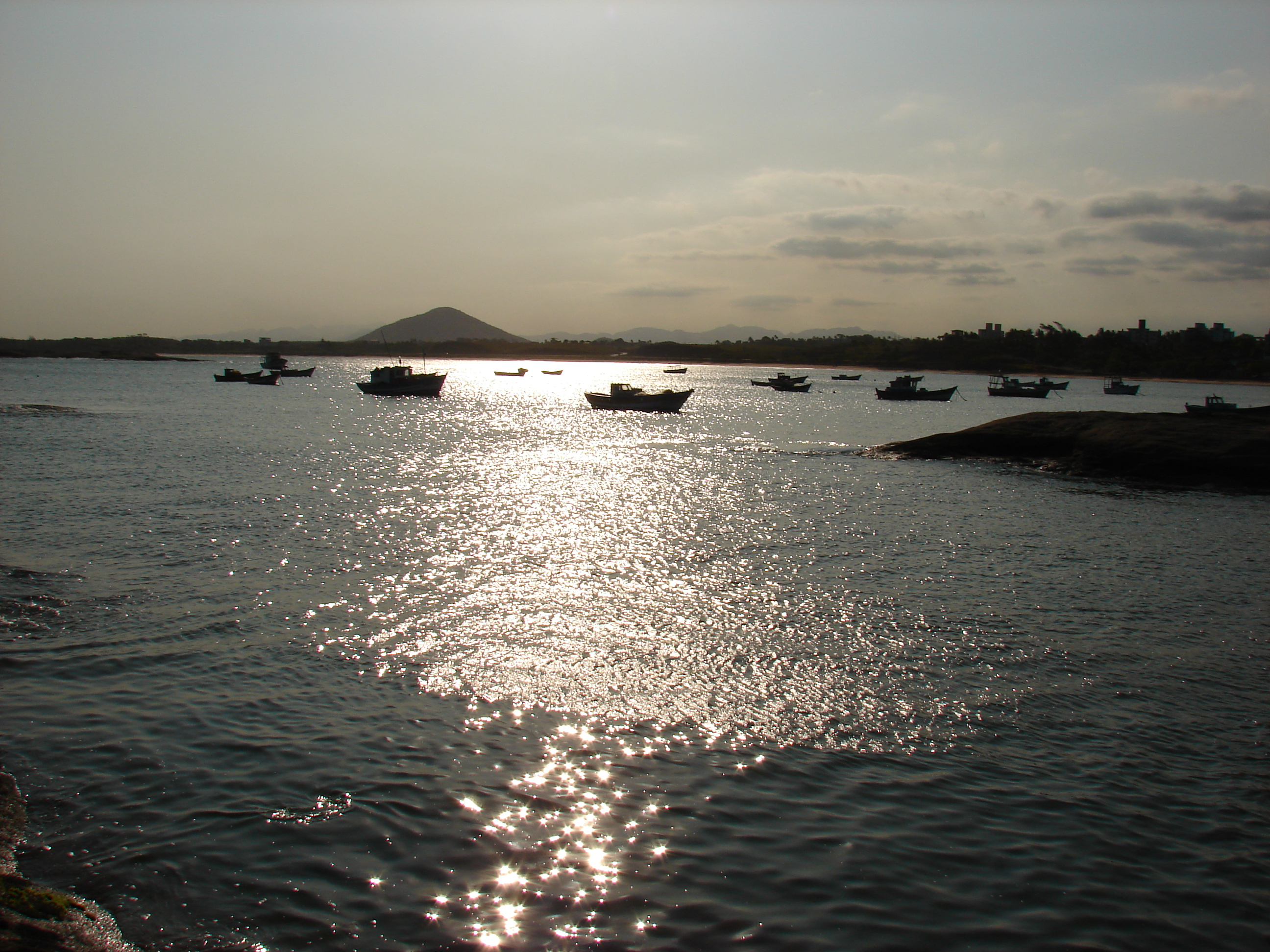
Praia de Meaípe

A Praia de Meaípe é uma praia localizada no bairro Meaípe, Guarapari, no estado do Espírito Santo, Brasil. Praia de uma beleza exuberante já foi considerada uma das dez mais bonitas do Brasil pela Revista Quatro Rodas[carece de fontes?]. A praia de 4km de extensão está situado à 6 km do centro de Guarapari/ES, com acesso pela Rodovia do Sol (ES-60) localizada no litoral sul do estado do Espírito Santo, Brasil 
A antiga vila de pescadores tem uma culinária especializada em frutos do mar, com destaque para a moqueca capixaba. Sua variedade de comidas típicas saborosas e seu povo hospitaleiro tornam a praia de Meaípe destino muito procurado por turistas.  
Suas areias escuras possuem propriedades terapêuticas e é a responsável por atribuir o título de Cidade Saúde à cidade de Guarapari.[carece de fontes?] As propriedades únicas da areia monazítica na Praia de Meaípe compõe uma clínica natural ao livre, sendo essenciais no tratamento de várias doenças, além da prevenção do câncer de mama. 
O ambiente tradicional da Praia de Meaípe preserva os traços históricos da região. Possui um monumento histórico e cultural que é a igreja de Sant'Ana, construída em 1619 pelos Jesuítas e é um dos poucos lugares do estado do Espírito Santo em que seus moradores ainda preservam a antiga tradição da renda de bilro, que, em 26 de janeiro de 1860, arrancou elogios de Dom Pedro II, na visita do Imperador à Vila de Guarapari.

## Areias Monazíticas Medicinais em Meaípe
A praia de Meaípe é conhecida por sua areia monazítica. Um pesquisa, comprovou que não só a praia da Areia Preta tem areias monazíticas medicinais, mas a praia de Meaípe é outra com poderes de melhora para a saúde através de seus recursos naturais e ambientais. A atmosfera dessas duas regiões é rica em íons negativos e radiação e possuem a mesma quantidade de areias monazíticas. Um grupo de pesquisa da UFES em parceria com a USP estão investigando as propriedades da areia e também a interação dela com a atmosfera e a saúde dos indivíduos.
“O turismo do bem estar, fatores naturais que são benéficos e evitam as dores reumáticas, problemas dermatológicos, de respiração, artrites e dores crônicas, até a diminuição da possibilidade de um câncer de mama, estudo comprova que o índice de câncer de mama em Guarapari é menor que em outras cidades do Estado, proporcionam mais bem estar, bom humor e relaxamento”, relata o supervisor da pesquisa, doutor em Termalismo, Fábio Tadeu Lazzerini. 

## Contos e Lendas

### Praia dos Padres
A pequena Praia dos Padres, localizada em Meaípe, é cercada pelo verde das árvores e o azul das águas claras, se tornando o destino para aqueles que buscam um local calmo e reservado. Porém a lenda por trás da origem do seu nome não faz jus ao lugar calmo e paradisíaco que ela é.
Os antigos moradores da vila de pescadores relatavam ouvir pescadores conversando e ver barcos a vela, porém quando se aproximavam nada viam além das ondas do mar, levando a acreditar que se tratava de uma praia assombrada. Os moradores assustados passaram a solicitar a presença de padres para benzer e rezar a praia. Devido a grande frequência de padres na praia, ela foi batizada de Praia dos Padres.

### Xaréu na Rede
Já em 1588 o Padre Anchieta falava da fartura de xaréu em Meaípe e foi essa fartura que certamente fez nascer essa história contada de geração em geração ainda hoje em Meaípe: Contam os moradores mais antigos que havia uma grande quantidade de pescado em Meaípe não só de xaréis, mas também de sardas, cações, bonitos, baiacus e outros mais. Para apanhá-los os pescadores utilizavam redes de espera que eram deixadas no mar e miradas uma ou duas vezes por dia. Acontece que o xaréu é um peixe muito violento e se não for tirado da rede pode até estragá-la.
Naqueles tempos o povo da vila era muito religioso, seguindo o catolicismo com muito rigor. As missas eram celebradas em Latim e os padres ficavam de costas para os fiéis, como mandava a tradição da época. Em Meaípe só havia missa (celebração com padre) de seis em seis meses e quando isso acontecia envolvia toda a comunidade que esperava ansiosamente por aquele momento.
Numa dessas esperadas missas, provavelmente no século XIX, a igreja de Sant´Ana estava cheia e o padre, de costas, estava pregando o sermão normalmente, até que os fiéis ouviram um grito de um pescador que não tinha ido a missa naquele dia: "- Xaréu na rede!, o xaréu tá acabando com as redes na beira da praia.."
Foi o suficiente para que todos os fiéis abandonassem a missa e deixassem o padre pregando sozinho e de costas, quando ele acabou o sermão e se virou de frente ficou surpreso ao ver a igreja vazia e os fiéis na praia retirando as suas redes antes que os xaréus as destruíssem. 
Essa história ganhou fama fora de Meaípe, as pessoas de outros bairros de Guarapari ficaram sabendo e passaram a chamar os moradores de Meaípe. Isso acontecia principalmente nas partidas de futebol, quando alguém de fora gritava: " Xaréu na rede!". Era o chamado para briga. Com o passar do tempo a própria comunidade internalizou essa definição, e, hoje, apesar da espécie se encontrar em risco de extinção e com suas aparições ter diminuído, as gerações mais novas assumem o "conto do xaréu" como formador de uma identidade coletiva, surgindo agora uma definição de "dentro pra fora".

### Tesouro dos Holandeses
Segundo a história, naufragou um navio holandês na costa de Meaípe que na época era habitada por índios Goitacás. Alguns náufragos deram na praia  e foram recebidos como enviados dos deuses indígenas, devido sua aparência caucasiana. Os holandeses trouxeram consigo um baú cheio de moedas de ouro e como não havia oque fazer com tanta riqueza em uma terra selvagem resolveram escondê-lo, enterrando-o em algum lugar na região. Até hoje alguns se aventuram em procurar este tesouro.

### Sereia de Meaípe
Esta lenda tem ligação com a do Tesouro dos Holandeses. Segundo a lenda, naufragou na costa do Espírito Santo um navio holandês e só alguns tripulantes se salvaram por terem ficado presos aos destroços e foram levados pela ondas até Meaípe , que era habitadas por índios Goitacás. Encantados com o aspecto físico dos holandeses, os índios acharam que eles haviam sido jogados pelos Deuses do Oceano. Ofereceram-lhe frutos e mel, deram-lhes redes para repousar à sombra das árvores tintureiras. Os náufragos assimilaram aos poucos os costumes indígenas e acabaram se casando com as filhas dos caciques, isso explica alguns traços europeus na população local. Conta a lenda que porém, um deles, antes do casamento, saiu admirando a beleza da paisagem e perdeu-se.
Caiu a noite e o holandês, cheio de temor, procurava resistir ao sono. De repente foi surpreendido pela visão de uma formosa mulher, que emergia das ondas, envolta em sedosa cabeleira. Vencida a emoção o jovem a convidou para sentar na areia ao seu lado,mas em evoluções graciosas, ela se aproximava e se afastava. Ora estendia-lhe os braços, ora mergulhava, para aparecer mais atraente e bela.
O jovem caiu no sono e ao amanhecer o dia despertou embalado pela recordação do que se passara. A seguir fez um palhoça para ficar ali até decifrar o enigma da visão noturna. Ansioso aguardou aguardou o cair da noite e o despontar das estrelas. A procura da sereia, o jovem vislumbra duas tochas misteriosas e sente-se arrastar para as franjas da praia. Enfeitiçado pelo magnetismo daqueles olhos, a Mãe D'Água enroscava a seu corpo jovem para devorá-lo, porém não podia porque estava preso à melodia da voz e à beleza da sereia.
Em vingança, a sereia arrasta o rapaz até o lago, que se localiza atrás da Capela de Sant'Ana, invoca Tupã, que o transforma em pedra.
Desde esta noite, ao anoitecer, a Sereia de Meaípe vem cantar a melodia da saudade sobre o monumento do seu amor.

## Materiais adicionais
Outras materias sobre o assunto:
Areia Preta: Guarapari pode ser referência em turismo saudável
Pesquisa da Ufes comprova efeitos benéficos das areias  monazíticas de Guarapari
Areias Monazíticas: Pesquisadora da USP visita Guarapari e fala sobre estudo que será realizado em Meaípe